# Wye (Kent)
Wye è un villaggio dell'Inghilterra, appartenente alla contea del Kent.